# نیروگاه برق آبی تالا
نیروگاه برق آبی تالا (به لاتین: Tala Hydroelectric Power Station) یک سد و نیروگاه برقابی در بوتان (کشور) است که در استان چوخا واقع شده است.